# Discostroma propendulum
Discostroma propendulum är en svampart som tillhör divisionen sporsäcksvampar, och som först beskrevs av Petter Adolf Karsten, och fick sitt nu gällande namn av Ingrid Brockmann. Discostroma propendulum ingår i släktet Discostroma, och familjen Amphisphaeriaceae. Arten är reproducerande i Sverige.